# Suoju
Suoju (russisk: Шуя, finsk: Suojoki eller Suoju) er en flod i republikken Karelen i Rusland. Den er 194 km lang og har et afvandingsareal på 10.100 km2. Floden udspringer fra søen Suojärvi, og udmunder i Onega.
61°52′43″N 34°17′47″Ø / 61.878488°N 34.296455°Ø